# Formica pallidefulva
Formica pallidefulva es una especie de hormiga del género Formica, familia Formicidae. Fue descrita científicamente por Latreille en 1802.
Se distribuye por Canadá y los Estados Unidos. Se ha encontrado a elevaciones de hasta 2377 metros. Vive en microhábitats como rocas, piedras, nidos, vegetación y forraje.